# Narriman Sadek

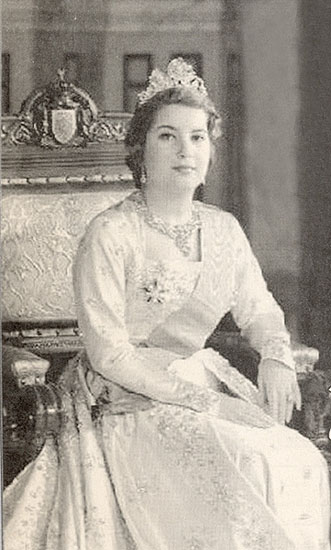
Narriman Sadek, 1951.

Narriman Sadek (arabiska ناريمان صادق), född 31 oktober 1934 i Kairo, död 16 februari 2005 i Kairo, var den sista drottningen av Egypten.
Narriman var gift med kung Farouk I. Hon kom från en medelklassbakgrund och hade valts ut av Farouk för att göra monarkin populär bland allmänheten. Farouk behövde gifta om sig efter att ha skilt sig från sin förra fru, som enbart hade fött döttrar. Sadek fick skilja sig från sin dåvarande trolovade och utbildades i sina officiella plikter på Egyptens ambassad i Rom, där hon presenterades som ambassadörens niece. Hon var också tvungen att genomgå en bantningskur efter krav från kungen.
Bröllopet stod under stora festligheter år 1951. Narriman Sadek kallades för "Nilens askunge" och hennes brudklänning var broderad med 20.000 diamanter. De fick sonen Ahmed Fuad II. Hon följde maken i exil efter monarkins avskaffande 1953, men tröttnade snart på förhållandet och återvände till sin mor i Egypten och sitt förra liv. Paret skilde sig 1954, två år efter militärkuppen mot Farouk. Sadek var gift två gånger till och levde ett diskret liv i Kairo fram till sin död.